# Body and Soul (film, 1999)
Pour les articles homonymes, voir Body and Soul.
Pour plus de détails, voir Fiche technique et Distribution.
Body and Soul est un film américain de Sam Henry Kass, sorti en 1999. Il s'agit d'un remake du film Sang et Or, film de 1947. 

## Fiche technique
- Titre : Body and Soul
- Réalisation : Sam Henry Kass
- Pays d'origine :  États-Unis
- Société de production : Metro-Goldwyn-Mayer
- Genre : Drame
- Durée : 91 minutes
- Date de sortie : 11 septembre 1999

## Distribution
- Ray Mancini : Charlie Davis
- Michael Chiklis : Tiny O'Toole
- Jennifer Beals : Gina
- Rod Steiger : Johnny Ticotin
- Joe Mantegna : Alex Dumas
- Tahnee Welch : Felice Gillian